# GP2 Asia Series 2009/2010
GP2 Asia Series 2009/2010 var den tredje säsongen av formelbilsserien GP2 Asia Series. Davide Valsecchi blev en överlägsen mästare.

## Tävlingskalender
| Datum                 | Bana                          | Segrare race 1   | Segrare race 2     |
| --------------------- | ----------------------------- | ---------------- | ------------------ |
| 31 oktober-1 november | Yas Marina Circuit            | Davide Valsecchi | Christian Vietoris |
| 6-7 februari          | Yas Marina Circuit            | Oliver Turvey    | Davide Valsecchi   |
| 26-27 februari        | Bahrain International Circuit | Davide Valsecchi | Charles Pic        |
| 12-13 mars            | Bahrain International Circuit | Luca Filippi     | Giacomo Ricci      |

## Team och förare
| Team                    | Nr | Förare                             | Helger |
| ----------------------- | -- | ---------------------------------- | ------ |
| DAMS                    | 1  | Christian Vietoris, Tyskland       | Alla   |
| DAMS                    | 2  | Edoardo Piscopo, Italien           | Alla   |
| Piquet GP Rapax         | 3  | Vladimir Arabadzhiev, Bulgarien    | Alla   |
| Piquet GP Rapax         | 4  | Daniel Zampieri, Italien           | 1-3    |
| Piquet GP Rapax         | 4  | Luiz Razia, Brasilien              | 4      |
| Barwa Addax Team        | 5  | Max Chilton, Storbritannien        | 1, 3-4 |
| Barwa Addax Team        | 5  | Giedo van der Garde, Nederländerna | 2      |
| Barwa Addax Team        | 6  | Luiz Razia, Brasilien              | 1      |
| Barwa Addax Team        | 6  | Sergio Pérez, Mexiko               | 2-3    |
| Barwa Addax Team        | 6  | Rodolfo González, Venezuela        | 4      |
| ART Grand Prix          | 7  | Marcus Ericsson, Sverige           | Alla   |
| ART Grand Prix          | 7  | Jules Bianchi, Frankrike           | 2-4    |
| ART Grand Prix          | 8  | Sam Bird, Storbritannien           | Alla   |
| Arden International     | 11 | Charles Pic, Frankrike             | Alla   |
| Arden International     | 12 | Rodolfo González, Venezuela        | 1      |
| Arden International     | 12 | Javier Villa, Spanien              | 2-4    |
| Super Nova Racing       | 14 | James Jakes, Storbritannien        | 1      |
| Super Nova Racing       | 14 | Marcus Ericsson, Sverige           | 2      |
| Super Nova Racing       | 14 | Jake Rosenzweig, USA               | 3-4    |
| Super Nova Racing       | 15 | Josef Král, Tjeckien               | Alla   |
| iSport International    | 16 | Oliver Turvey, Storbritannien      | Alla   |
| iSport International    | 17 | Davide Valsecchi, Italien          | Alla   |
| Trident Racing          | 18 | Johnny Cecotto Jr., Venezuela      | 1      |
| Trident Racing          | 18 | Dani Clos, Spanien                 | 2, 4   |
| Trident Racing          | 18 | Adrian Zaugg, Sydafrika            | 3      |
| Trident Racing          | 19 | Plamen Kralev, Bulgarien           | Alla   |
| MalaysiaQi-Meritus.com  | 20 | Luca Filippi, Italien              | Alla   |
| MalaysiaQi-Meritus.com  | 21 | Diego Nunes, Brasilien             | 1      |
| MalaysiaQi-Meritus.com  | 21 | Alexander Rossi, USA               | 2-4    |
| Ocean Racing Technology | 22 | Alexander Rossi, USA               | 1      |
| Ocean Racing Technology | 22 | Max Chilton, Storbritannien        | 2      |
| Ocean Racing Technology | 22 | Yelmer Buurman, Storbritannien     | 3-4    |
| Ocean Racing Technology | 23 | Fabio Leimer, Schweiz              | Alla   |
| Scuderia Coloni         | 24 | Roldán Rodríguez, Spanien          | 1      |
| Scuderia Coloni         | 24 | Alberto Valerio, Brasilien         | 2      |
| Scuderia Coloni         | 24 | Álvaro Parente, Portugal           | 3-4    |
| Scuderia Coloni         | 25 | Will Bratt, Storbritannien         | Alla   |
| DPR                     | 26 | Michael Herck, Rumänien            | Alla   |
| DPR                     | 27 | Giacomo Ricci, Italien             | Alla   |

- Överstrukna förare har bytt team under säsongen.

## Slutställning

### Förare
| Plats | Förare               | Team                                           | Poäng |
| ----- | -------------------- | ---------------------------------------------- | ----- |
| 1     | Davide Valsecchi     | iSport International                           | 56    |
| 2     | Luca Filippi         | MalaysiaQi-Meritus.com                         | 29    |
| 3     | Giacomo Ricci        | DPR                                            | 29    |
| 4     | Javier Villa         | Arden International                            | 19    |
| 5     | Charles Pic          | Arden International                            | 18    |
| 6     | Oliver Turvey        | iSport International                           | 17    |
| 7     | Sam Bird             | ART Grand Prix                                 | 12    |
| 8     | Álvaro Parente       | Scuderia Coloni                                | 12    |
| 9     | Alexander Rossi      | Ocean Racing Technology MalaysiaQi-Meritus.com | 12    |
| 10    | Christian Vietoris   | DAMS                                           | 9     |
| 11    | Josef Král           | Super Nova Racing                              | 8     |
| 12    | Jules Bianchi        | ART Grand Prix                                 | 8     |
| 13    | Michael Herck        | DPR                                            | 7     |
| 14    | James Jakes          | Super Nova Racing                              | 6     |
| 15    | Sergio Pérez         | Barwa Addax Team                               | 5     |
| 16    | Edoardo Piscopo      | DAMS                                           | 3     |
| 17    | Johnny Cecotto Jr.   | Trident Racing                                 | 3     |
| 18    | Max Chilton          | Barwa Addax Team                               | 2     |
| 19    | Adrian Zaugg         | Trident Racing                                 | 1     |
| 20    | Vladimir Arabadzhiev | Piquet GP                                      | 0     |
| 21    | Yelmer Buurman       | Ocean Racing Technology                        | 0     |
| 22    | Daniel Zampieri      | Piquet GP                                      | 0     |
| 23    | Roldán Rodríguez     | Scuderia Coloni                                | 0     |
| 24    | Marcus Ericsson      | ART Grand Prix Super Nova Racing               | 0     |
| 25    | Will Bratt           | Scuderia Coloni                                | 0     |
| 26    | Luiz Razia           | Barwa Addax Team Rapax                         | 0     |
| 27    | Dani Clos            | Trident Racing                                 | 0     |
| 28    | Diego Nunes          | MalaysiaQi-Meritus.com                         | 0     |
| 29    | Rodolfo González     | Arden International Barwa Addax Team           | 0     |
| 30    | Jake Rosenzweig      | Super Nova Racing                              | 0     |
| 31    | Fabio Leimer         | Ocean Racing Technology                        | 0     |
| 32    | Alberto Valerio      | Scuderia Coloni                                | 0     |
| 33    | Plamen Kralev        | Trident Racing                                 | 0     |
| 34    | Giedo van der Garde  | Barwa Addax Team                               | 0     |

### Team
| Plats | Team                    | Poäng |
| ----- | ----------------------- | ----- |
| 1     | iSport International    | 73    |
| 2     | Arden International     | 37    |
| 3     | DPR                     | 36    |
| 4     | MalaysiaQi-Meritus.com  | 34    |
| 5     | ART Grand Prix          | 20    |
| 6     | Super Nova Racing       | 14    |
| 7     | DAMS                    | 12    |
| 8     | Scuderia Coloni         | 12    |
| 9     | Ocean Racing Technology | 9     |
| 10    | Barwa Addax Team        | 5     |
| 11    | Trident Racing          | 4     |
| 12    | Piquet GP Rapax         | 0     |